# サーセシル
サーセシル（英:Sir Cecil、2015年3月9日 - ）は、インドの競走馬である。デビューからの8連勝でインディアン2000ギニーなどローカルG1競走4勝を挙げた。
2018年インド年度代表馬。通称「インドのフランケル」。

## 経歴
2015年3月9日、インド・パンジャーブ州、ファリードコートのサライナンガに所在するダッシュメッシュスタッドファームによって生産される。
父は、サンデーサイレンス産駒の日本産馬で日本での現役時1400メートルの競走で3勝し、引退後にインドに輸入されてダッシュメッシュスタッドで種牡馬として供用されたウインレジェンド。母は、1970年代にインドに導入されたアンバーフォレストを牝系祖とする、イルーシヴピンパーネル牝駒の繁殖牝馬イルーシヴトラストである。本馬はその5番仔に当たり、全姉には後にインディアンダービーなどを勝利するホールオブフェイマーがいた。
外部に販売されることなく馬主のテグビール・ブラールによって所有され、ホールオブフェイマーと同じくS・パドマナバン調教師に預託された本馬は、競走馬のフランケルなどの調教師でありパドマナバンとも親交のあったサー・ヘンリー・セシルにちなんでサーセシル（Sir Cecil）と命名された。
2018年、3歳時のサーセシルは、デビュー戦となった未勝利戦および重賞初挑戦となったバンガロールジュベナイルミリオン（G3）を連勝し、バンガロール競馬場の冬開催シーズンを2戦2勝とした。
その後バンガロールの夏開催シーズンを迎え、始動戦となったカルナータカジュベナイルミリオン（G2）を18馬身差で制すると、続くコルツチャンピオンシップステークス（G1）およびダービーバンガロール（G1）では、ともにスタースペリオルを2着に退けてクラシック競走を連勝した。9月のマイソール2000ギニー（G3）、10月のマイソールダービー（G1）では、後のブラックタイプ競走勝ち馬セクレティヴフォースに対して合計27馬身を付ける内容でマイソール二冠を達成。マイソールダービーでは2000メートルのレコードタイムを計時し、パドマナバンはサーセシルを自身の調教した最優秀馬であると高く評価した。一方、この頃から本馬には脚部不安の問題が顕在化するようになり、続くインディアン2000ギニーには、前哨戦を使うことなく、肢にバンデージを巻いて出走することとなった。
12月16日のムンバイ競馬場で施行されたインディアン2000ギニー（G1）は、サーセシルが本命視され、スタースペリオルが対抗馬となった。競走では、本馬は序盤逃げ馬を見る位置で追走し、最終直線に入って先頭に立つと、最後は鞍上が繰り返し後ろを振り向く余裕を見せながら2着馬スタースペリオルに対して1馬身差を付けて優勝した。
インディアン2000ギニーの勝利によってデビューから無敗の8連勝を達成し、ローカルG1競走を4勝としたサーセシルは、2018年のインド年度代表馬に選定された。本馬は、手綱を取ったイギリス人騎手デヴィッド・アランの存在や、アランによる「インドのフランケル」という通称などとともに、レーシングポスト紙のジャック・ヘインズによって海外に紹介された。また、日本の競馬評論家須田鷹雄は、雑誌『優駿』において、2018年はインドでウインレジェンドなどの日本の血統が大活躍したと述べている。
インディアン2000ギニーを勝利した後、その脚部不安の深刻性が判明したサーセシルは、インディアンダービーの前哨戦に出走しなかった。2019年2月3日、42日振りの実戦となるサーセシルはインディアンダービー（G1）に単勝2.0倍の1番人気で出走したが、競走では勝負どころで後退していき、これまでに本馬が三度破っていたスタースペリオルから7馬身1/4差遅れての3着に敗れた。この生涯初の敗戦を最後に本馬は脚部不安のため現役を引退した。生涯成績9戦8勝。
「インディアレースドットコム」のスリニバス・ナルゴルカルは、2022年に本馬を「間違いなく過去10年間のインドにおける最優秀馬の1頭」と評している。

## 競走成績
以下の内容は、Indiaraceの情報に基づく。
| 出走日     | 競馬場       | 競走名                    | 格 | 頭数 | 着順 | 騎手         | 距離馬場 | タイム  | 着差  | 1着（2着）馬        |
| ---------- | ------------ | ------------------------- | -- | ---- | ---- | ------------ | -------- | ------- | ----- | ------------------- |
| 2018.01.06 | バンガロール | 未勝利戦                  |    | 11   | 01着 | P Trevor     | 芝1200m  | 1:12.66 | -0.84 | （Diamond Rays）    |
| 0000.02.24 | バンガロール | バンガロールJM            | G3 | 5    | 01着 | David Allan  | 芝1400m  | 1:24.19 | -0.69 | （New Moon）        |
| 0000.05.21 | バンガロール | カルナータカJM            | G2 | 5    | 01着 | Neeraj Rawal | 芝1400m  | 1:25.45 | -2.93 | （Catalonia）       |
| 0000.06.24 | バンガロール | コルツチャンピオンシップS | G1 | 7    | 01着 | Neeraj Rawal | 芝1600m  | 1:38.47 | -0.03 | （Star Superior）   |
| 0000.07.15 | バンガロール | ダービーバンガロール      | G1 | 7    | 01着 | P Trevor     | 芝2000m  | 2:03.89 | -0.47 | （Star Superior）   |
| 0000.09.27 | マイソール   | マイソール2000ギニー      | G3 | 4    | 01着 | P Trevor     | 芝1600m  | 1:34.18 | -2.19 | （Secretive Force） |
| 0000.10.21 | マイソール   | マイソールダービー        | G1 | 7    | 01着 | P Trevor     | 芝2000m  | 1:59.05 | -2.58 | （Secretive Force） |
| 0000.12.16 | ムンバイ     | 印2000ギニー              | G1 | 8    | 01着 | David Allan  | 芝1600m  | 1:36.00 | -0.20 | （Star Superior）   |
| 2019.02.03 | ムンバイ     | 印ダービー                | G1 | 14   | 03着 | David Allan  | 芝2400m  | 2:30.13 | -1.21 | Star Superior       |

## 引退後
引退後は生まれ故郷のダッシュメッシュスタッドで種牡馬入りした。
同スタッドには同時に種牡馬入りした外国産馬がおり、またすでに「殿堂入り種牡馬」として評価の確立している父ウインレジェンドも健在であるため、種付け機会にはあまり恵まれていない。

## 血統表
| サーセシルの血統                | サーセシルの血統                      | サーセシルの血統 | （血統表の出典）  | （血統表の出典） |
| 父 ウインレジェンド 黒鹿毛 2003 | 父の父*サンデーサイレンス 青鹿毛 1986 | Halo             | Hail to Reason    | Hail to Reason   |
| 父 ウインレジェンド 黒鹿毛 2003 | 父の父*サンデーサイレンス 青鹿毛 1986 | Halo             | Cosmah            |                  |
| 父 ウインレジェンド 黒鹿毛 2003 | 父の父*サンデーサイレンス 青鹿毛 1986 | Wishing Well     | Understanding     | Understanding    |
| 父 ウインレジェンド 黒鹿毛 2003 | 父の父*サンデーサイレンス 青鹿毛 1986 | Wishing Well     | Mountain Flower   |                  |
| 父 ウインレジェンド 黒鹿毛 2003 | 父の母*シンコウノビー 栗毛 1995       | Nashwan          | Blushing Groom    | Blushing Groom   |
| 父 ウインレジェンド 黒鹿毛 2003 | 父の母*シンコウノビー 栗毛 1995       | Nashwan          | Height of Fashion |                  |
| 父 ウインレジェンド 黒鹿毛 2003 | 父の母*シンコウノビー 栗毛 1995       | Christabelle     | Northern Dancer   | Northern Dancer  |
| 父 ウインレジェンド 黒鹿毛 2003 | 父の母*シンコウノビー 栗毛 1995       | Christabelle     | Where You Lead    |                  |
| 母 Elusive Trust 栗毛 2004      | 母の父Elusive Pimpernel 栗毛 1991     | Wattlefield      | Red God           | Red God          |
| 母 Elusive Trust 栗毛 2004      | 母の父Elusive Pimpernel 栗毛 1991     | Wattlefield      | Short Commons     |                  |
| 母 Elusive Trust 栗毛 2004      | 母の父Elusive Pimpernel 栗毛 1991     | Right Step       | Ilheus            | Ilheus           |
| 母 Elusive Trust 栗毛 2004      | 母の父Elusive Pimpernel 栗毛 1991     | Right Step       | Right To Royalty  |                  |
| 母 Elusive Trust 栗毛 2004      | 母の母Trustworthy 芦毛 1994           | Razeen           | Northern Dancer   | Northern Dancer  |
| 母 Elusive Trust 栗毛 2004      | 母の母Trustworthy 芦毛 1994           | Razeen           | Secret Asset      |                  |
| 母 Elusive Trust 栗毛 2004      | 母の母Trustworthy 芦毛 1994           | Snow             | Grey Gaston       | Grey Gaston      |
| 母 Elusive Trust 栗毛 2004      | 母の母Trustworthy 芦毛 1994           | Snow             | Amber Forest      |                  |
| 出典                            | 1.                                    | 1.               | 1.                | 1.               |